# Edvard Andersson (konstnär)
Edvard Ferdinand Lassalle Andersson, född 18 mars 1891 i Helsingborg, död 1967, var en svensk målare, tecknare och teckningslärare.
Han var son till köpmannen Jöns Andersson och Kerstin Lindström och från 1916 gift med Ingeborg Silfverstrand. Andersson studerade vid Tekniska skolan i Stockholm och fortsatte därefter sin utbildning under studieresor till Tyskland och Frankrike. Separat ställde han ut i Helsingborg, Malmö och Ängelholm och han medverkade i samlingsutställningar med Sveriges allmänna konstförening, Skånes konstförening och Helsingborgs konstförening. Hans konst består av figurmålningar, kompositioner och strandbilder från Hovs Hallar i olja, gouache eller pastell samt teckningar. Vid sidan av sitt eget skapande var han verksam som  teckningslärare i Helsingborg. Andersson är representerad vid Helsingborgs museum.